# Энерговырабатывающая ткань
Энерговырабатывающие ткани (англ. Electricity-generating textile) — ткани, изготовленные с использованием фотоэлементов или пьезоэлектрических материалов, которые вырабатывают электрическую энергию, а одежда, изготовленная из таких тканей, может вырабатывать достаточно электроэнергии для зарядки портативного электронного устройства.

## Ткань с фотоэлементом
Ткань с фотоэлементами — это один из видов материала, который генерирует электричество под воздействием света. Для подзарядки портативных электронных устройств необходимо небольшое количество энергии. Одежда, оснащённая солнечными элементами, может генерировать большую часть этой энергии после нескольких часов подзарядки от солнца.

### Технология
Ткань с фотоэлементами и калькулятор, работающий от солнечной батареи, схожи с технологической точки зрения. Ткань состоит из крошечных стержней из селенида кадмия, которые помещаются на органические полимеры или пластик. Электроны свободно движутся по стержням и создают положительный и отрицательный полюса, как в батарейке. Установив два металлических контакта на обоих концах фотоэлемента, можно аккумулировать и использовать образовавшийся ток для подзарядки небольших электронных устройств.
По результатам лабораторных тестов прототип фотоэлемента толщиной 200 нанометров может производить больше половины энергии батарейки для обычного фонаря.

### Минусы
Традиционные солнечные элементы изготавливаются из кристаллов кремния, производство которых очень сложное и дорогостоящее, и ученые изучают другие альтернативы, которые будут столь же эффективными по более низкой цене. Группа исследователей из Калифорнийского технологического института разработала новый тип эластичного солнечного элемента, который использует только часть полупроводникового материала, но также увеличивает поглощение света.
Еще одна проблема, требующая более детального изучения, заключается в том, как сделать ткань менее жесткой и более удобной, поскольку ткань с солнечными элементами состоит из небольших солнечных панелей, которые прошиты токопроводящими нитями, чтобы элементы могли быть направлены только в одном направлении, поэтому ткань неэластична по сравнению с обычной тканью.

### Применение
Ткань с фотоэлементами используется в разнообразной одежде и аксессуарах, и на сегодняшний день разрабатываются специальные куртки, которые могут заряжать музыкальный плеер после 3 часов пребывания на солнце.

## Пьезоэлектрическая ткань
Пьезоэлектрическая ткань — еще один вид энерговырабатывающей ткани. Этот вид материала вырабатывает электрический заряд, преобразовывая кинетическую энергию, которая появляется в результате растяжения и скручивания ткани. Таким образом одежда из этого материала может генерировать энергию при движении её владельца.

### Технология
Концепт микроволоконного генератора был разработан учеными из Технологического института Джорджии. За основу были взяты ультратонкие кевларовые нити. Одни нити покрыты оксидом цинка, на другие наносится нанопокрытие из золота, предназначенное для сбора электричества. Чтобы нити не были жесткими, у основания они покрываются полимером. Нити при движении трутся друг о друга, создавая пьезоэлектрический эффект, который преобразует механическое движение в электрическую энергию.
По результатам экспериментов две нити длиной 1 см могут вырабатывать ток силой 4 наноампера напряжением 4 милливольта. Также ученые утверждают, что в дальнейшем один квадратный метр такой ткани сможет вырабатывать 80 милливатт электричества, что достаточно для зарядки портативного MP3 плеера.

### Минусы
Толщина кевларовых нитей всего 50 нанометров, поэтому с точки зрения комфортности одежды из пьезоэлектрической ткани изменения практически незаметны. Однако оксид цинка, из которого сделаны нити, очень чувствителен к влаге. Поэтому пьезоэлектрическую ткань нельзя стирать.

### Применение
Концепт пьезоэлектрической ткани применяется в создании рюкзаков. В настоящее время разрабатываются рюкзаки, которые вырабатывают электричество в процессе трения лямок о плечи. Лямки рюкзаков сделаны из поливинилиденфторида, прочного и гибкого материала, схожего с нейлоном. Такой тип рюкзаков представляет собой особую ценность для военных. Передвигаясь со скоростью 2—3 км/ч с рюкзаком, вес которого 45 кг, солдат сможет вырабатывать 45,6 милливатт электричества.